# Trivor
Der Trivor ist ein 7577 m hoher Berg im Hispar Muztagh, einer Bergkette im westlichen Karakorum in der autonomen Region Gilgit-Baltistan in Pakistan. 

## Lage
Der Trivor liegt im Westen des Hispar Muztagh, nördlich der Gletscherzunge des Hispargletschers. Der Hauptkamm des Karakorums verläuft vom Momhil Sar (7343 m), dem nordwestlichen Nachbarn, zum Gipfel des Trivor und von dort weiter nach Nordosten über den Bularung Sar (7134 m) zum Distaghil Sar, dem mit 7885 m höchsten Berg des Hispar Muztagh.
Nach Norden fließt der Momhilgletscher in Richtung Shimshal-Tal. Im Osten von Trivor und Bularung Sar fließt der Kunyanggletscher nach Süden zum Hispargletscher. Der Trivorgletscher (auch als „Gharesagletscher“ bezeichnet) fließt nach Westen parallel zum Tal des Hispar-Flusses. Die beiden Täler werden durch den Gharesa-Bergkamm getrennt, der im Osten an den Kunyanggletscher stößt und im Nordosten mit dem Südgrat des Trivor verbunden ist.

## Besteigungsgeschichte
Die Erstbesteigung des Gipfels gelang einer britisch-amerikanischen Expedition 1960. Der Britische Expeditionsleiter Wilfrid Noyce und der Amerikaner Jack Sadler erreichten den Gipfel am 17. August. Die Route führte über den Nordwestgrat, den sie von Süden aus über den Trivorgletscher erreichten. Zwischen dem Basislager auf dem Trivorgletscher und dem Gipfel hatte die Expeditionsmannschaft sechs Hochlager errichtet.
31 Jahre später kam es zur bislang einzigen weiteren Besteigung. Ein japanisches Team erreichte den Sattel zwischen dem Nordwestgrat des Trivor und dem Südostgrat des Momhil Sar von Norden aus über den Momhilgletscher. Während der Leiter Toshifumi Onuki und Atsushi Endo am 30. August 1991 den Gipfel des Trivor über den Nordwestgrat erreichten, scheiterte die Mannschaft am Momhil Sar auf etwa 7000 Metern Höhe.